# Helmut Röpnack
Hellmuth Adolph August „Helmuth“ Röpnack (* 23. September 1884 in Läsikow, heute zu Wusterhausen/Dosse; † 19. August 1935 in Berlin) war ein deutscher Fußballspieler.

## Sportliche Laufbahn

### Vereinskarriere
Das Fußballspielen bei BF Phönix Berlin erlernt, wechselte Röpnack zur Saison 1903/04 zum BTuFC Viktoria 89, für den er in den vom Verband Berliner Ballspielvereine organisierten Meisterschaften – als Halbstürmer eingesetzt – Punktspiele bestritt und viermal Berliner Meister wurde.
Von 1911 bis 1914 spielte er in den nun vom Verband Brandenburgischer Ballspielvereine organisierten Meisterschaften. Am Saisonende 1912/13 gewann er noch einmal die Berliner Meisterschaft.
Aufgrund der Erfolge nahm er auch an den jeweiligen Endrunden um die Deutsche Meisterschaft teil und erzielte in 14 Spielen mit 14 Toren eine beachtliche Quote. Nachdem er am 19. Mai 1907 in Mannheim das Finale gegen den Freiburger FC mit 1:3 verloren hatte, gewann er mit seiner Mannschaft das am 7. Juni 1908 in Berlin ausgetragene mit 3:1 gegen den FC Stuttgarter Cickers. Am 30. Mai 1909 wurde das erreichte Finale erneut verloren – diesmal mit 2:4 gegen den Karlsruher FC Phönix. Seine letzte Meisterschaft gewann er am 4. Juni 1911 in Dresden mit dem 3:1-Sieg über den VfB Leipzig. Auf der Verteidigerposition, auf der er auch in den folgenden Jahren seine Qualitäten zur Geltung brachte, spielte er explosiv, gewandt, schnell und gehörte über Jahre zu den stärksten deutschen Defensivspielern. In den beiden darauffolgenden Jahren scheiterte er mit dem BTuFC Viktoria 89 jeweils im Halbfinale; am 19. Mai 1912 mit 1:2 n. V. am späteren Meister Holstein Kiel und am 27. April 1913 mit 1:3 am VfB Leipzig.

### Auswahleinsätze
Als Spieler der Auswahlmannschaft des Verbandes Brandenburgischer Ballspielvereine nahm er auch an dem Wettbewerb um den Kronprinzenpokal teil. Bei der Premiere des Wettbewerbs für Auswahlmannschaften der Regionalverbände, erzielte er im Halbfinale – in das er und seine Mannschaft per Freilos eingezogen ist – beim 4:1-Sieg über die Auswahlmannschaft des Norddeutschen Fußball-Verbandes drei Tore. Das am 18. April 1909 in Berlin ausgetragene Finale gegen die Auswahlmannschaft des Verbandes Mitteldeutscher Ballspiel-Vereine wurde jedoch mit 1:3 verloren. Insgesamt bestritt er 39 Auswahlspiele für Berlin und Brandenburg.
Sein Debüt in der A-Nationalmannschaft gab er am 13. März 1909 in Oxford bei der 0:9-Niederlage gegen die Amateurnationalmannschaft Englands auf Halblinks. In seinem zweiten Länderspiel für den DFB am 9. Oktober 1911 in Dresden bei der 1:2-Niederlage gegen die Nationalmannschaft Österreichs überzeugte er aber bereits auf der Verteidigerposition.
Als Teilnehmer am olympischen Fußballturnier in Stockholm bestritt er das mit 1:5 gegen die Nationalmannschaft Österreichs verlorene Achtelfinalspiel der Hauptrunde und das mit 1:3 gegen die Nationalmannschaft Ungarns verlorene Halbfinalspiel der Trostrunde. Beim 16:0-Rekordsieg gegen Russland wurde er nicht aufgeboten.
In den Jahren 1912 und 1913 bestritt er zusätzlich zu den Partien in Stockholm jeweils drei weitere Freundschaftsländerspiele. Die ersten beiden dieser sechs Partien endeten mit einem Remis, die übrigen vier gingen verloren. In seinem letzten Spiel im Nationaltrikot, bei der 2:6-Niederlage gegen die Nationalmannschaft Belgiens in Antwerpen, führte er die Mannschaft um Max Breunig, Gottfried Fuchs, Julius Hirsch, Adolf Jäger, Eugen Kipp und Karl Wegele als Kapitän auf das Spielfeld.

## Erfolge
- Deutscher Meister 1908, 1911
- Kronprinzenpokal-Finalist 1909
- Berliner Meister 1907, 1908, 1909, 1911, 1913

## Trivia
Der gelernte Schriftgießer sorgte durch seine Fröhlichkeit und Geselligkeit für Zusammenhalt und Atmosphäre in seiner Mannschaft; später wurde er zum Ehrenmitglied des BTuFC Viktoria 89 ernannt.